# Квасніков Сергій Вікторович
Сергій Вікторович Квасніков (нар. 12 червня 1960, м. Орджонікідзе, Північно-Осетинська АРСР, СРСР) — радянський і український футболіст, воротар.

## Спортивна кар'єра
Грав у командах «Старт» (Тирасполь, Молдова), «Автомобіліст» (Тирасполь, Молдова), «Ністру» (Кишинів, Молдова), «Карпати» (Львів), СКА «Карпати» (Львів), «Прикарпаття» (Івано-Франківськ), «Нива» (Тернопіль), «Гурія» (Ланчхуті, Грузія), «Тигина» (Бендери, Молдова), «Приладист» (Мукачеве), «Спартакус» (Кішкереш, Угорщина), «Верес» (Рівне), «Скала» (Стрий), «Поділля» (Хмельницький), ФК «Львів», «Зоря» (Хоростків), «Промінь» (Самбір), «Динамо» (Львів).